# 인설트
《인설트》(프랑스어: L'Insulte, 아랍어: قضية رقم ٢٣)는 2017년 공개된 프랑스와 레바논의 영화이다. 제90회 아카데미상 외국어 영화상 후보에 올랐다.

## 출연

### 주연
- 아델 카람
- 카멜 엘 바샤
- 리타 하이에크